# بيئة عمل عدائية
في قانون العمل الأمريكي توجد بيئة عمل عدائية عندما يخلق سلوك الفرد داخل مكان العمل بيئة صعبة أو غير مريحة لشخص آخر للعمل فيها بسبب التمييز غير القانوني. تشمل الشكاوى الشائعة في دعاوى التحرش الجنسي المداعبة أو الملاحظات الموحية أو الصور الموحية جنسيًا المعروضة في مكان العمل أو استخدام اللغة الجنسية أو الكوميديا السوداء. عادة لا تعتبر الأمور الصغيرة والمضايقات والحوادث المنفردة انتهاكات قانونية لقوانين التمييز. لكي يفرض الانتهاك المسؤولية، يجب أن يخلق السلوك بيئة عمل من شأنها أن تكون مرهبة أو عدائية أو مسيئة لشخص عاقل. يمكن تحميل صاحب العمل المسؤولية عن فشله في منع المضايقات في مكان العمل هذه ما لم يثبت أنه حاول منع المضايقة وأن الموظف فشل في الاستفادة من الإجراءات أو سياسات مكافحة التحرش التي يوفرها صاحب العمل.
يمكن أيضًا إنشاء بيئة عمل معادية عندما تتصرف الإدارة بطريقة مصممة لإجبار الموظف أن يستقيل انتقامًا من شيء ما. على سبيل المثال، إذا أبلغ موظف عن انتهاكات تتعلق بالسلامة في العمل أو أصيب بجروح أو حاول الانضمام إلى نقابة أو أبلغ عن انتهاكات تنظيمية من قبل الإدارة، وكان رد الإدارة هو مضايقة الموظف والضغط عليه أن يستقيل. حاول أرباب العمل إجبار الموظفين على الاستقالة عن طريق فرض انضباط غير مبرر أو تقليل ساعات العمل أو خفض الأجور أو نقل الموظف المشتكي إلى مكان عمل بعيد.
ذكرت المحكمة العليا للولايات المتحدة في قضية Oncale ضد Sundowner Offshore Services، Inc أن العنوان السابع «ليس رمز حضانة عام.» وبالتالي لا يحظر القانون الفيدرالي المضايقة البسيطة أو التعليقات المرتجلة أو الحوادث المنفردة التي ليست خطيرة للغاية. بدلاً من ذلك، يجب أن يكون السلوك مسيئًا من الناحية الموضوعية بحيث يغير ظروف توظيف الفرد. يتم تغيير شروط العمل فقط إذا بلغت المضايقة ذروتها في إجراء وظيفي ملموس أو كانت شديدة أو منتشرة بما فيه الكفاية.

## أعباء الإثبات
عندما يُزعم وجود بيئة معادية، يجب تحديد شرعية السلوكيات على أساس كل حالة على حدة. في مكان العمل يركز هذا الادعاء على ظروف العمل التي يجب أن يمر بها الضحية كشرط للتوظيف وليس على تغييرات وظيفية ملموسة. لتحديد ما إذا كان الوضع قابلاً للتنفيذ، يجب موازنة «مجمل الظروف» وتحديد «أن المضايقة أثرت على مصطلح أو شرط أو امتياز توظيف من حيث أنها كانت شديدة أو منتشرة بدرجة كافية لتغيير حالة الضحية مما يخلق بيئة عمل عدائية».

## العلاقة بالقوانين الأخرى
في العديد من الولايات القضائية للولايات المتحدة لا تعتبر بيئة العمل العدائية مطالبة قانونية مستقلة. أي أنه لا يمكن للموظف رفع دعوى قضائية على أساس بيئة العمل العدائية وحدها. بدلاً من ذلك، يجب على الموظف إثبات أنه عومل بطريقة عدائية بسبب عضويته في فئة محمية مثل الجنس والعمر والعرق والأصل القومي وحالة الإعاقة وما شابه ذلك من السمات المحمية. الأهم من ذلك هو أن بيئة العمل المعادية محايدة جنسياً، أي أنه يمكن للرجل أن يتحرش جنسيا بالرجال أو النساء، ويمكن للمرأة أن تتحرش جنسياً بالرجال أو النساء.
وبالمثل، يمكن اعتبار بيئة العمل العدائية «إجراء توظيف ضار» وهو عنصر من عناصر مطالبة المبلغين عن المخالفات أو دعوى انتقامية (انتقام) بموجب قانون الحقوق المدنية. عندما يدعي موظف أن بيئة العمل العدائية هي إجراء توظيف سلبي، فإن التحليل القانوني يشبه أعباء الإثبات الموصوفة أعلاه. ومع ذلك، يجب على الموظف أيضًا تحديد جميع العناصر الأخرى للمطالبة لاسترداد الأضرار، مثل أن الموظف المتورط في سلوك محمي مثل تقديم تقرير عن التمييز أو الإبلاغ عن انتهاك صاحب العمل للقانون، وكذلك إثبات أن صاحب العمل أنشأ بيئة عمل معادية جزئيًا على الأقل، لأن الموظف يمارس نشاطًا محميًا.

### القضايا
- EEOC ضد شركة Mitsubishi Motor Manufacturing of America
- Hostile Advances: The Kerry Ellison Story: فيلم قصة كيري إليسون عن إليسون ضد برادي، والذي وضع سابقة «المرأة المعقولة» في قانون التحرش الجنسي.
- جنسون ضد شركة Eveleth Taconite Co.
  - شمال المدينة (فيلم)، فيلم أمريكي عام 2005 يتعامل مع التحرش الجنسي مستوحى من جنسون ضد إيفليث
- بنك Meritor للتوفير ضد Vinson
- Oncale ضد Sundowner Offshore Services
- ريفز ضد سي. Robinson Worldwide، Inc.
- ويفر ضد ناتفي
- [5]